# Tony Bosković
Tony Bosković (Blato, 1933. január 27. – 2022. június 16. vagy előtte) ausztrál nemzetközi labdarúgó-játékvezető. Zágrábban végezte iskolai tanulmányait. 1955-ben, Ausztráliába történő kivándorlása után Sydneyben telepedett le. Polgári foglalkozása szerint az Adidas sportszergyár ausztráliai képviselője.

## Pályafutása

### Nemzeti játékvezetés
A játékvezetői vizsgát 1954-ben Zágrábban tette le. A küldési gyakorlat szerint rendszeres partbírói tevékenységet is végzett. 1960-ban lett az I. Liga játékvezetője. A nemzeti játékvezetéstől 1982-ben vonult vissza.

#### Nemzeti kupamérkőzések
Vezetett kupadöntők száma: 1.

#### Ausztrál labdarúgókupa
Az Ausztrál JB elismerve szakmai felkészültségét, 1963-ban megbízta kupadöntő vezetésével.

### Nemzetközi játékvezetés
Az Ausztrál labdarúgó-szövetség Játékvezető Bizottsága (JB) terjesztette fel nemzetközi játékvezetőnek, a Nemzetközi Labdarúgó-szövetség (FIFA) 1965-től tartotta nyilván bírói keretében. A FIFA JB központi nyelvei közül a németet és az angolt beszéli. Több nemzetek közötti válogatott és klubmérkőzést vezetett, vagy működő társának partbíróként segített. Az ausztrál nemzetközi játékvezetők rangsorában, a világbajnokság sorrendjében többedmagával a 3. helyet foglalja el 2 találkozó szolgálatával. Az aktív nemzetközi játékvezetéstől 1982-ben búcsúzott.

#### Labdarúgó-világbajnokság
Három világbajnoki döntőhöz vezető úton Nyugat-Németországba a X., az 1974-es labdarúgó-világbajnokságra, Argentínába a XI., az 1978-as labdarúgó-világbajnokságra, illetve Spanyolországba a XII., az 1982-es labdarúgó-világbajnokságra a FIFA JB bíróként alkalmazta. A selejtező mérkőzéseket az AFC és az OFC zónákban vezetett. A FIFA JB elvárása szerint, ha nem vezetett, akkor partbíróként tevékenykedett. Két csoportmérkőzésen tevékenykedett, az egyiken egyes számú besorolást kapott, játékvezetői sérülés esetén továbbvezethette volna a találkozót. Világbajnokságon vezetett mérkőzéseinek száma: 2 + 3 (partbíró).

##### 1974-es labdarúgó-világbajnokság

###### Selejtező mérkőzés
| Időpont         | Helyszín                | Mérkőzés típusa           | Mérkőzés        | Eredmény |
| --------------- | ----------------------- | ------------------------- | --------------- | -------- |
| 1973. május 16. | Központi Stadion, Szöul | kvalifikáció              | Izrael–Japán    | 2 : 1    |
| 1973. május 22. | Központi Stadion, Szöul | előselejtező (A. csoport) | Hong Kong–Japán | 1 : 0    |

###### Világbajnoki mérkőzés
| Időpont          | Helyszín                    | Mérkőzés típusa              | Mérkőzés           | Eredmény |
| ---------------- | --------------------------- | ---------------------------- | ------------------ | -------- |
| 1974. június 23. | Westfalen Stadion, Dortmund | csoportmérkőzés (C. csoport) | Hollandia–Bulgária | 4 : 1    |

##### 1978-as labdarúgó-világbajnokság

###### Selejtező mérkőzés
| Időpont           | Helyszín                    | Mérkőzés típusa           | Mérkőzés           | Eredmény |
| ----------------- | --------------------------- | ------------------------- | ------------------ | -------- |
| 1977. február 27. | Központi Stadion, Szingapúr | előselejtező (1. csoport) | Szingapúr–Thaiföld | 2 : 0    |

##### 1982-es labdarúgó-világbajnokság

###### Selejtező mérkőzés
| Időpont           | Helyszín                   | Mérkőzés típusa           | Mérkőzés           | Eredmény |
| ----------------- | -------------------------- | ------------------------- | ------------------ | -------- |
| 1981. március 18. | Városi Stadion, Rijád      | előselejtező (2. csoport) | Irak–Katar         | 1 : 0    |
| 1981. március 31. | Városi Stadion, Rijád      | előselejtező (2. csoport) | Szaúd-Arábia–Katar | 1 : 0    |
| 1981. május 30.   | Központi Stadion, Auckland | előselejtező (1. csoport) | Új-Zéland–Tajvan   | 2 : 0    |
| 1981. október 18. | Központi Stadion, Peking   | döntő csoport             | Kína–Kuvait        | 3 : 0    |

###### Világbajnoki mérkőzés
| Időpont          | Helyszín                        | Mérkőzés típusa              | Mérkőzés         | Eredmény | Nézők száma |
| ---------------- | ------------------------------- | ---------------------------- | ---------------- | -------- | ----------- |
| 1982. június 21. | Carlos Tartiere Stadion, Oviedo | csoportmérkőzés (B. csoport) | Algéria–Ausztria | 0 : 2    | 22 000      |

---

##### U20-as labdarúgó-világbajnokság
Ausztrália rendezte a 3., az U20-as labdarúgó-világbajnokságot, ahol a FIFA hivatalnokként foglalkoztatta.

###### 1981-es ifjúsági labdarúgó-világbajnokság
| Időpont          | Helyszín                    | Mérkőzés típusa              | Mérkőzés            | Eredmény | Nézők száma |
| ---------------- | --------------------------- | ---------------------------- | ------------------- | -------- | ----------- |
| 1981. október 3. | Lang Park Stadion, Brisbane | csoportmérkőzés (A. csoport) | Lengyelország–Katar | 0 : 1    | 17 200      |
| 1981. október 8. | Lang Park Stadion, Brisbane | csoportmérkőzés (A. csoport) | Lengyelország–USA   | 4 : 0    | 8 264       |

#### Nemzetközi kupamérkőzések
A Ferencváros ausztráliai túráján a bemutató mérkőzést vezette.

## Szakmai sikerek
1978-ban a nemzetközi játékvezetés hírnevének erősítése, hazájában 10 éve a legmagasabb Ligában (osztályban) folyamatosan tevékenykedő, eredményes pályafutása elismeréseként, a FIFA JB felterjesztésére az 1965-ben alapított International Referee Special Award címmel és oklevéllel tüntette ki.